# 김윤정 (성우)
김윤정 (1952년 10월 7일 ~ ) 은 대한민국의 성우이다. 문화방송 성우극회 소속. 1976년 MBC 공채 7기로 입사했다.

## 출연 작품

### 애니메이션
- 기신병단 (투니버스) - 백란화
- 목장의 소녀 캐트리 (MBC)
- 소공녀 세라 (MBC)
- 우주보안관 장고 (MBC)

### 애니메이션 영화
- 장독대 (MBC)

### 영화
- 개 같은 내 인생 (MBC) - 릴라(조한나 유데근)
- 다저스 몽키 (MBC) - 선생님(앤디 채프먼)
- 덤 앤 더머 (SBS) - 미녀(리사 스톳하드)
- 리썰 웨폰 3 (MBC) - 우드 박사(메리 엘렌 트레이너)
- 마스크 오브 조로 (MBC)
- 미시시피 버닝 (MBC)
- 여인의 향기 (MBC)
- 프렌지 (MBC)
- 용적심 (SBS)
- 죽음의 항해 (MBC)
- 8미리 (MBC) - 메리앤 엄마 (에이미 모튼)

## 같이 보기
- 문화방송 성우극회